# Moses G. Farmer

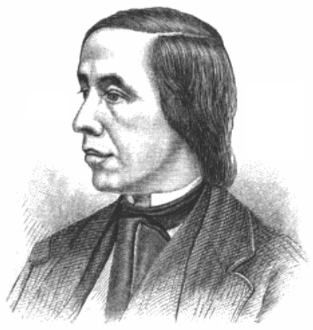
Porträt in The Telegraph in American and Morse Memorial, 1886

Moses Gerrish Farmer (* 9. Februar 1820 in Boscawen (New Hampshire); † 25. Mai 1893 in Chicago) war ein US-amerikanischer Elektroingenieur und Erfinder des neunzehnten Jahrhunderts. Aufgrund seiner religiösen Überzeugungen sah er davon ab, seine Erfindungen im großen Stil zu vermarkten.

## Leben
Moses Famer besuchte die Phillips Academy in Andover und studierte am Dartmouth College, das er ohne Abschluss verließ. Danach arbeitete er in der Telegraphen-Industrie. Dort entwickelte er 1846 das Steigsystem, mit dem Arbeiter die Telegraphenmasten besteigen können. Er belegte die Tauglichkeit der Vielfach-Telegraphie mittels Duplex- und Quadruplexleitungen, demonstrierte 1856 die Duplex-Telegrafie zwischen New York und Philadelphia und plante und überwachte die Telegraphenleitungen in Massachusetts. Später wurde er Bauleiter einer Telegraphenfirma.
1846 entwickelte er eine elektrische Trolleybahn, die er möglichen Investoren präsentierte, ohne jedoch Erfolg zu haben.
Zusammen mit William Francis Channing entwickelte Farmer das erste elektrische Feuermeldesystem, für das beide zusammen ein Patent hielten. 1852 leitete er dessen Installation in Boston. Ein weiteres Patent hielt er zusammen mit J. M. Batchelder für einen verbesserten Isolator für Telegraphenleitungen.
Zwanzig Jahre ehe Thomas Edison sich seinen Entwurf patentieren ließ, entwickelte und fertigte Farmer elektrische Glühlampen, mit denen 1859 jedes Schlafzimmer seines Hauses beleuchtet wurde. 1868 in Salem wurde ein Haus mittels eines von Farmer entwickelten, selbsterregten  Dynamos beleuchtet. Ein Dynamo von Farmer wurde von Edison für seine Experimente mit Glühbirnen verwendet.
Zu Farmers weiteren Tätigkeiten gehörten Experimente zur Schallgeschwindigkeit, zur Beschichtung von Aluminium, die Entwicklung einer Maschine zum Drucken papierner Fensterblenden und die Arbeit an Torpedos, deren Design er verbesserte. Auf der Weltausstellung in Chicago im Jahr 1893, auf der er seine Erfindungen und Entwicklungen vorstellte, verstarb er.
Moses Farmer heiratete am 25. Dezember 1844 Hannah Tobey Shapleigh, eine Aktivistin für Frauenrechte. Sie hatten eine Tochter, Sarah Jane Farmer (1844–1916), und einen Sohn, der im Mai 1860 am Tag nach seiner Geburt starb.
Das Haus der Farmers war eine Station der Underground Railroad. Hannah Farmer betrieb das „Rosemary Cottage“, ein Landheim für unverheiratete Mütter und deren Kinder. Sarah Jane Farmer gründete die Green Acre Baha'i Schule. Farmers Schwager Charles Carleton Coffin, war ein Kriegskorrespondent, der für seine Berichterstattung über den Sezessionskrieg sowie die preußisch-österreichischen Auseinandersetzungen bekannt wurde.